# Royal Gorge-bron
Royal Gorge-bron, (eng: Royal Gorge Bridge), är en gångbro över Arkansas-floden i delstaten Colorado i USA. Det var världens högsta bro från marken till brobanan under 72 år, 1929-2001 då den överträffades av Duge Bridge i Kina. Royal Gorge Bridge behöll titeln som världens högsta hängbro fram till Beipan River Guanxing Highway Bridge färdigställdes 2003, också i Kina.  Bron är fortfarande den högsta bron i USA och var bland de tio högsta broarna i världen fram till 2012.  Brons spännvidd är 268 m, den är 384 m lång, 5,5 m bred och når 291 m över ravinens botten.

## Historik
Bron byggdes på sex månader mellan juni och november 1929 till en kostnad av 350 000 USD (motsvarande 4,4 miljoner USD 2021). År 1931 lades Incline Railway, eller helt enkelt Incline (även känd som en bergbana), till bredvid bron för att nå botten av ravinen. På 1950-talet byggdes en miniatyrjärnväg vid kanten av ravinen och en kabinbana öppnades 1969. I början av 1980-talet renoverades bron med nya kabelankare, upphängningsstänger och målning. En flygattraktion (skycoaster) lades till 2003, med ryttare som svängdes ut över kanten av ravinen.
I juni 2013 förstörde en skogsbrand de flesta av parkens byggnader och spårvagnen och skadade Incline. Bron fick endast mindre skador på trädäcket och var i övrigt oskadad, tillsammans med skycoaster. Parken byggdes om och öppnades delvis igen i augusti 2014. Parken hade en storslagen återöppning i maj 2015 med nya gondoler och en ny zipline som korsade ravinen på den östra sidan av bron.

## Byggnation och läge

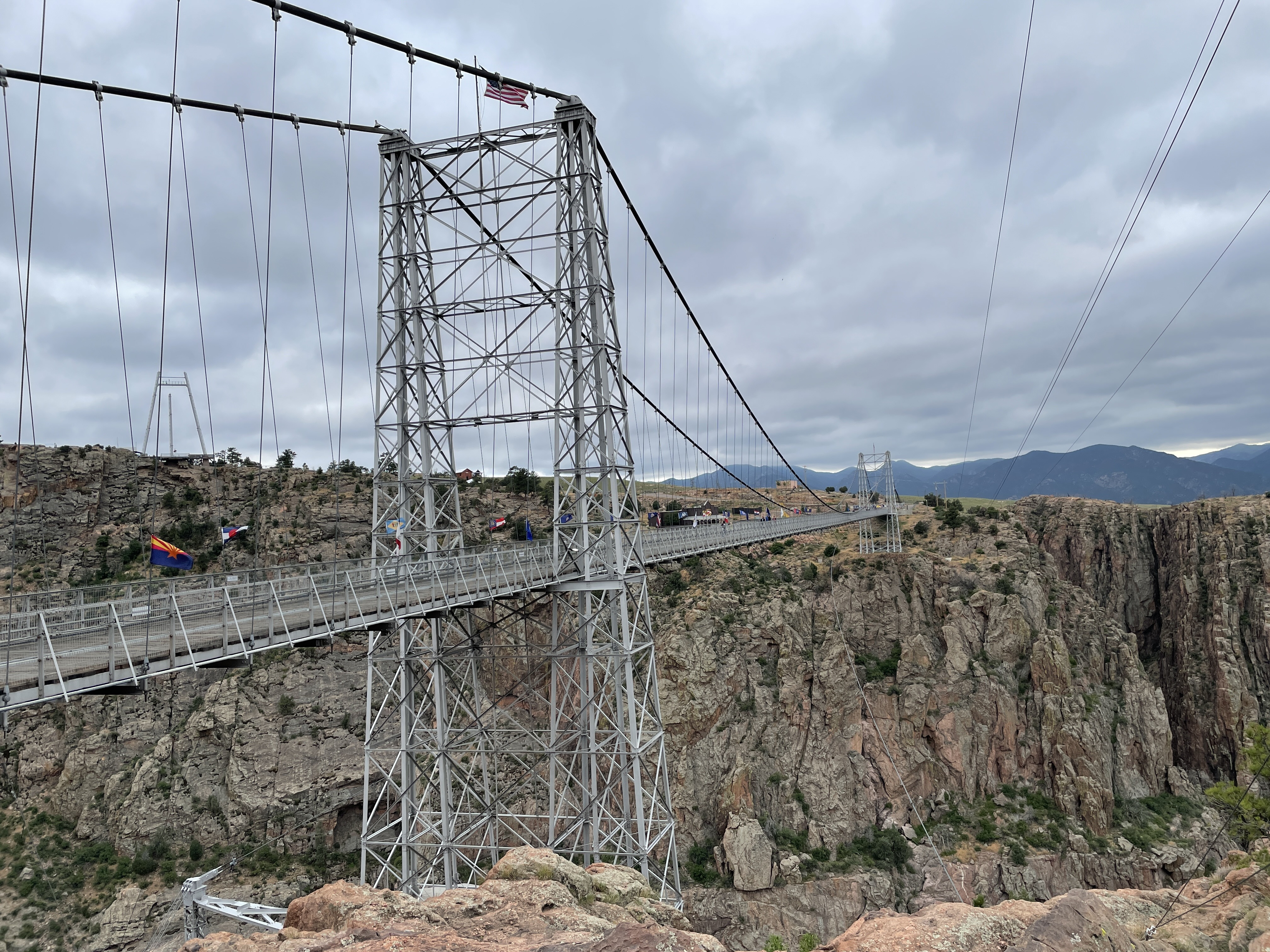
Royal Gorge Bridge från utsikt över norra sidan av Royal Gorge

Byggarbetet inleddes den 5 juni 1929 och avslutades i november 1929. Bron kostade 350 000 USD och byggdes som en turistattraktion, inte som en genomfartsväg för transportändamål. Vägen som leder till bron från U.S. Route 50 fortsätter på södra sidan av ravinen och återansluter så småningom till Route 50; dock måste alla besökare gå in och ut genom parkens norra port. Personbilar får inte passera bron.
Vägen som leder till och över bron från Route 50 är betecknad som Fremont County Road 3A och börjar cirka 16 km väster om Cañon City. Royal Gorge Route Railroad går under bron längs botten av Royal Gorge.